# صالة لوسيل متعددة الاستخدامات
صالة لوسيل متعددة الاستخدامات هي صالة رياضية تقع في لوسيل, قطر بُنيت لإستضافة مباريات بطولة العالم لكرة اليد للرجال 2015.
بلغت تكلفة إنشاء الصالة 318 مليون دولار.

## معرض صور

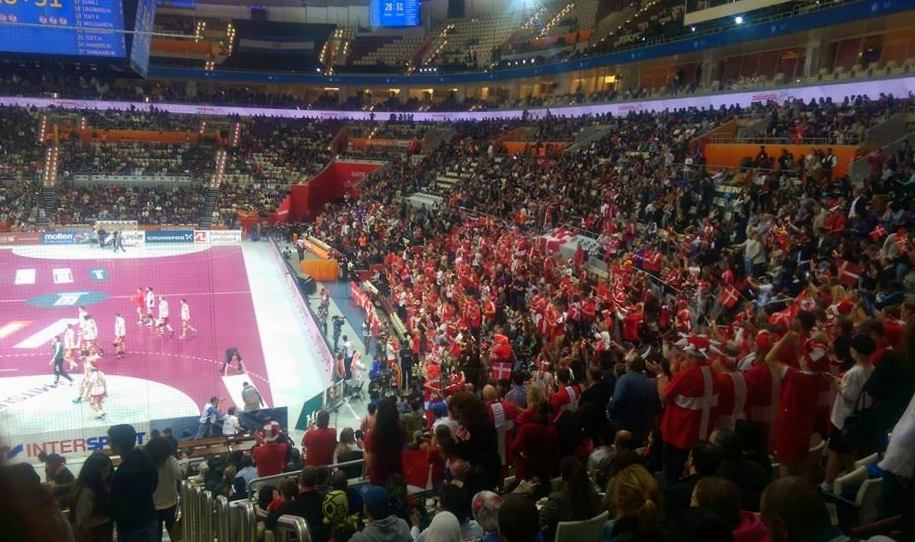
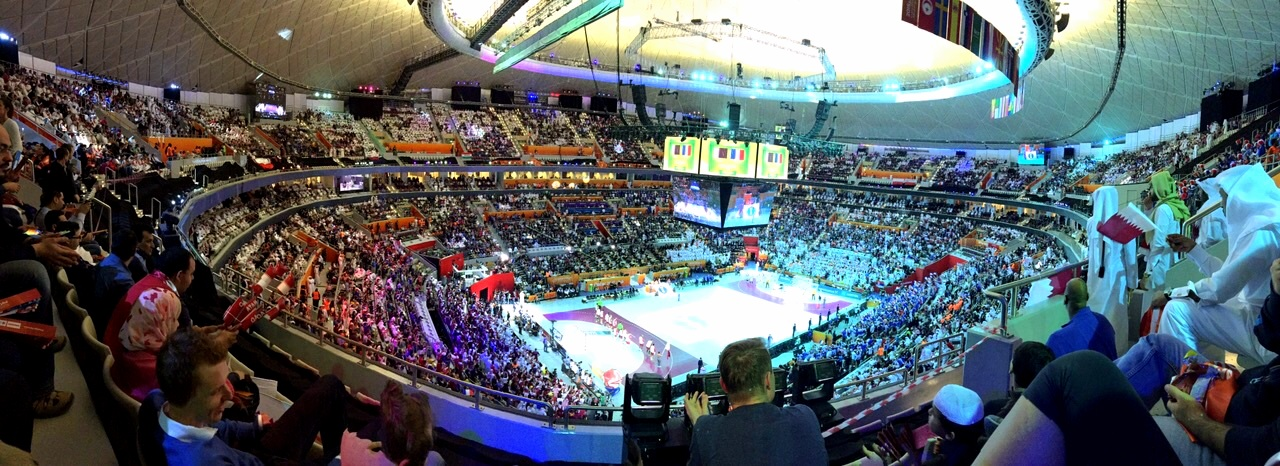
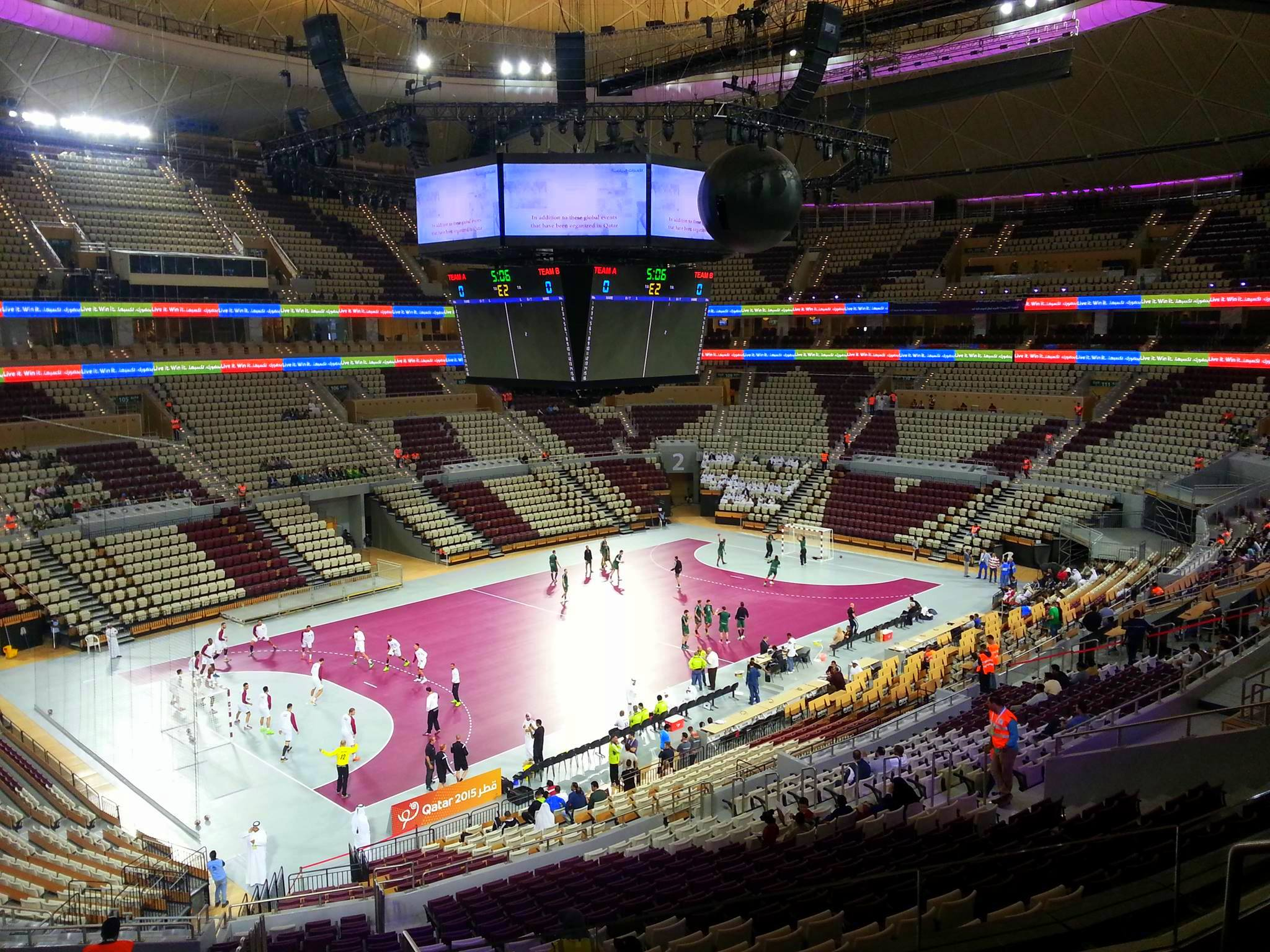
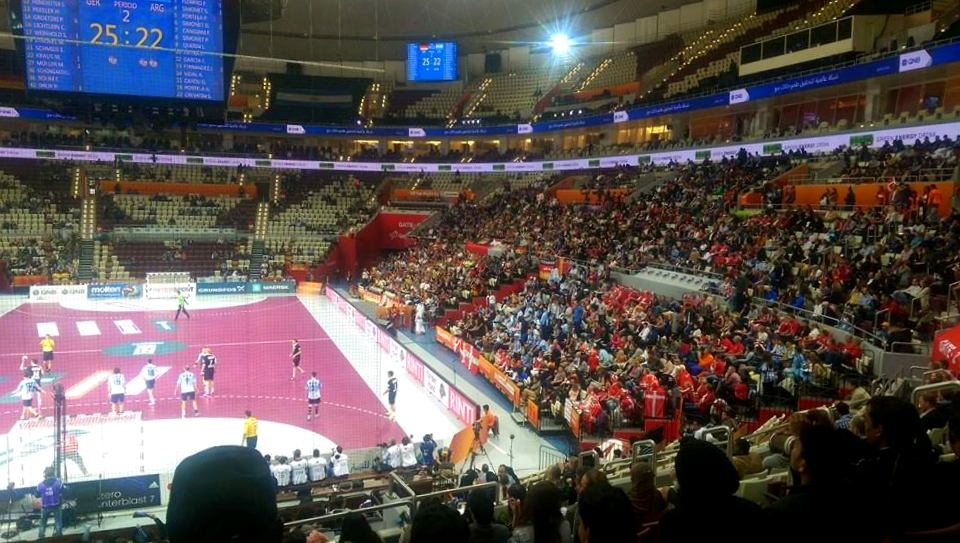